# Anisolemnia complicata
Anisolemnia complicata is een keversoort uit de familie lieveheersbeestjes (Coccinellidae). De wetenschappelijke naam van de soort is voor het eerst geldig gepubliceerd in 1874 door Crotch.